# Buddhizmus Ázsiában

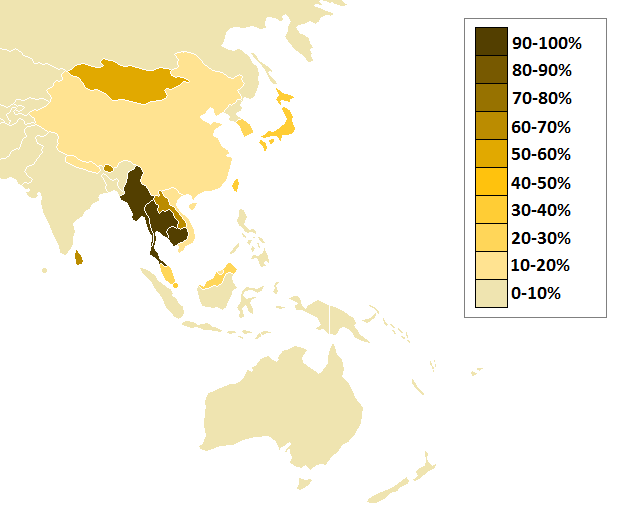
Buddhisták aránya a lakosság százalékában Ázsia délkeleti részén

A buddhizmus hagyományosan ázsiai vallás. Az egyes ázsiai régiókat és országokat külön szócikkek részletezik.

## Régiók szerint
- Buddhizmus Dél-Ázsiában
- Buddhizmus Délkelet-Ázsiában
- Buddhizmus a Közel-Keleten
- Buddhizmus Kelet-Ázsiában
- Buddhizmus Közép-Ázsiában

## Országok szerint
| - Afganisztán - Azerbajdzsán - Bahrein - Banglades - Bhután - Brunei - Dél-Korea - Egyesült Arab Emírségek - Észak-Korea - Fülöp-szigetek - Grúzia - India | - Indonézia - Irak - Irán - Izrael - Japán - Jemen - Jordánia - Kambodzsa - Katar - Kazahsztán - Kelet-Timor - Kína | - Kirgizisztán - Kuvait - Laosz - Libanon - Malajzia - Maldív-szigetek - Burma (Mianmar) - Mongólia - Nepál - Omán - Oroszország (Kalmükföld, Burjátföld) - Örményország | - Pakisztán - Srí Lanka - Szaúd-Arábia - Szingapúr - Szíria - Tajvan - Tádzsikisztán - Thaiföld - Törökország - Türkmenisztán - Üzbegisztán - Vietnám |